# Église Saint-Martin de Pauillac
L'église Saint-Martin de Pauillac, située place du Maréchal Foch à Pauillac dans le département français de la Gironde en région Nouvelle-Aquitaine, a été construite de 1824 à 1829 par l'architecte bordelais Armand Corcelles, architecte du temple des Chartrons à Bordeaux.
Elle est inscrite à l'Inventaire général du patrimoine culturel.

## Historique

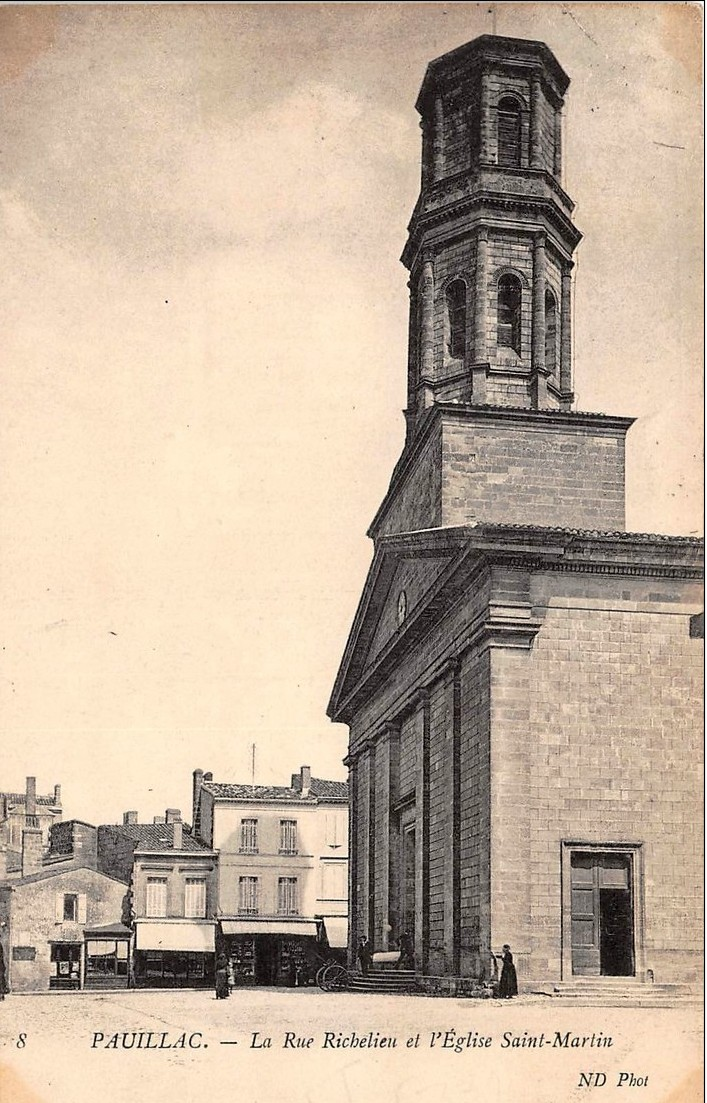
L'église vers 1900-1920.

L'église paroissiale Saint-Martin a été construite à l'emplacement d'une villa gallo-romaine dont des vestiges ont été retrouvés au cours de travaux. Les matériaux de l'ancienne église devenue trop vétuste et trop petite, et ceux de l'église Saint-Mambert de Rignac à Saint-Lambert ont servi à sa construction. L'ancienne église était entourée d'un cimetière jusqu'à la fin du XVIIIe siècle.
Un document conservé dans un cadre de la sacristie résume l'histoire de la construction de l'église :
« Église Saint-Martin de Pauillac / construite dans sa forme actuelle / de 1826 à 1829 / par Monsieur Escarraguel, entrepreneur / sur les plans de Monsieur Corcelle, architecte / Monsieur Bertrand Murat, étant curé / et sur son initiative / à la place d'un édifice très délabré / et, pour ce motif, interdite à la fin de 1823 / ouverte au culte le jour de l'Ascension / 16 mai 1828 »
Dans la nuit du 26 au 27 juillet 2013, de violents orages avec des rafales de vent atteignant les 165 km/h détruisent le dôme de l'église littéralement soufflé 50 mètres plus loin. Le vendredi 20 avril 2018, l'église retrouve son dôme reconstruit à l'identique.

## Description

### Architecture extérieure
La façade occidentale est percée d'une porte surmontée d'une corniche et de six pilastres doriques supportant un immense fronton inspiré de l'art grec. Le clocher octogonale est formé de deux tours superposées coiffées d'une toiture en zinc et d'un coq. Le chevet présente un fronton à corniche denticulée et une abside semi-circulaire, englobée dans un massif rectangulaire abritant la sacristie. Les maçonneries sont en moellons recouverts d'un enduit imitant la pierre de taille.

### Architecture intérieure
La nef dispose de huit colonnes doriques, séparée du chœur par une table de communion en fer forgé. Dans le chœur, le maître-autel de style baroque en marbre blanc est surmonté d'une demi-coupole et d'une verrière. Sur le côté gauche de la nef se trouve une chaire en bois adossée à un pilier qui fait face à un Christ en croix. Le fond de l'église est occupé par un buffet d'orgue et une tribune soutenue par des colonnes de fer.

### Ex-voto du Saint-Clément
Le 23 novembre 1836, les pilotes et lamaneurs de Pauillac offrent à l'église l'ex-voto du Saint-Clément, « pour honorer la mémoire de Saint-Clément, pape et patron des marins, pilotes, lamaneurs et aspirants de la station de Pauillac ». Ce bateau votif est suspendu à la voûte, au centre de la nef. La copie de l'acte de donation de la maquette du Saint-Clément a été retrouvée lors de la restauration en 1877 dans un étui disposé dans la cale de la maquette, une nouvelle fois restaurée en 1996 par Jean Brieu.

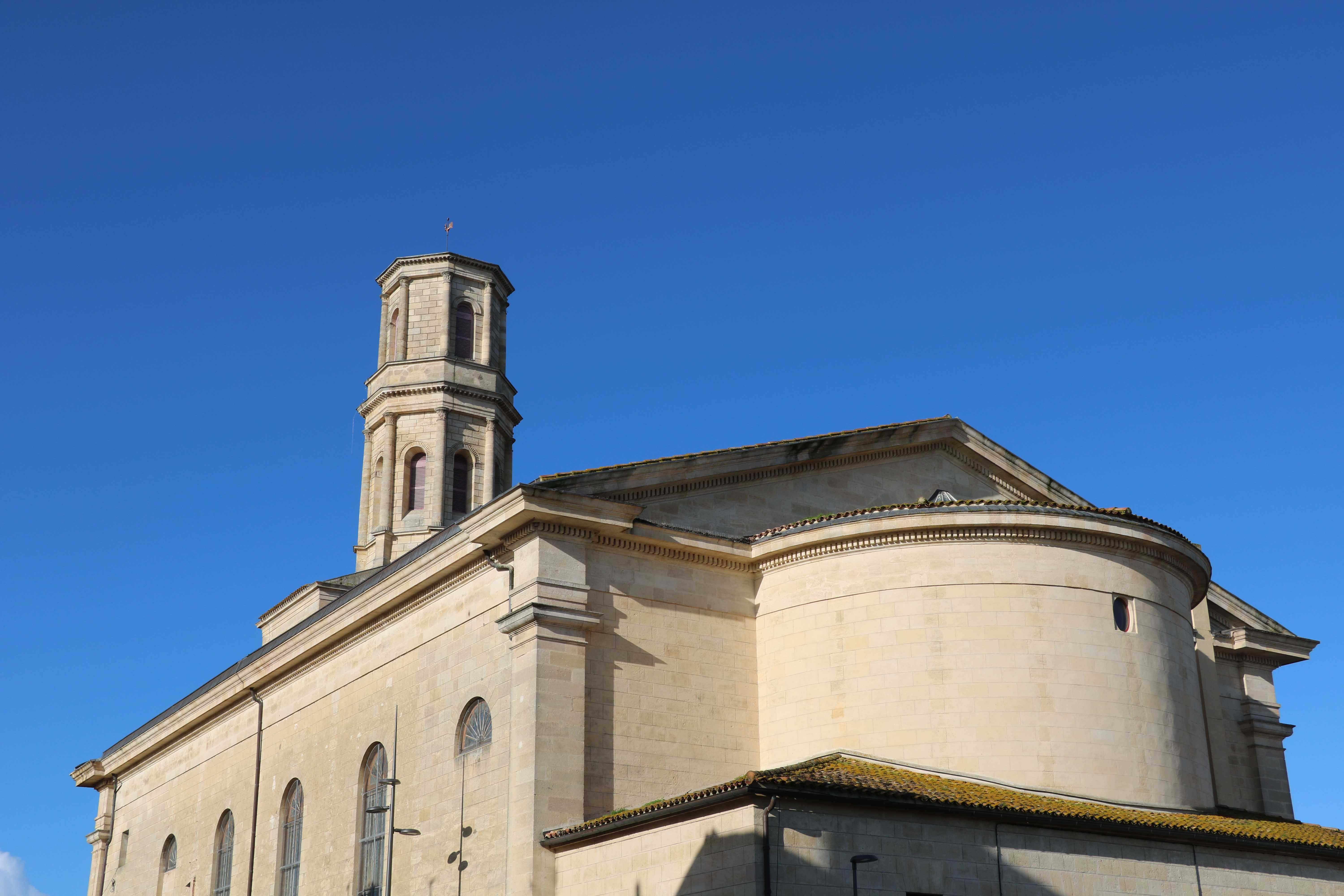
Chevet abritant la sacristie.
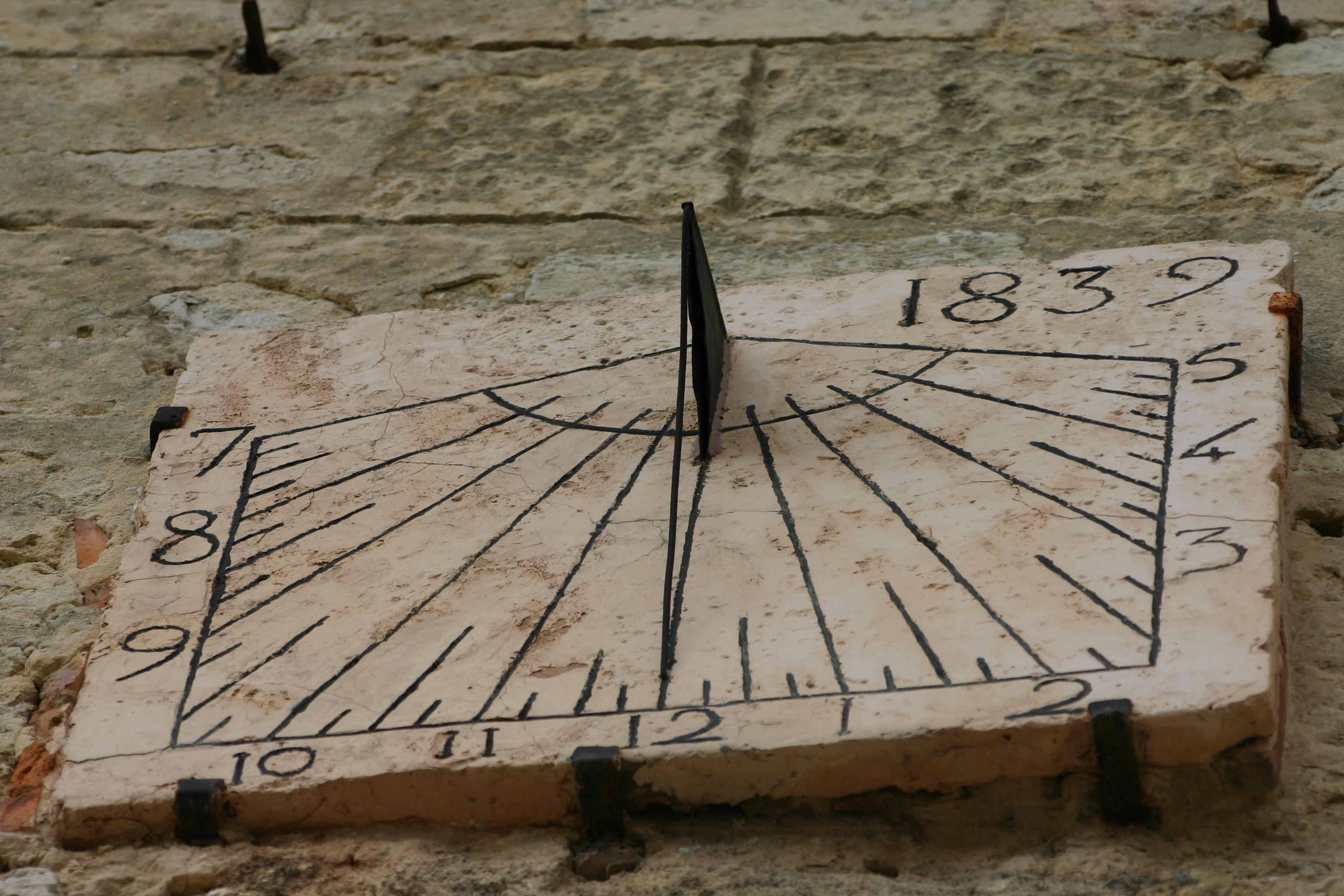
Cadran solaire sur la façade sud.
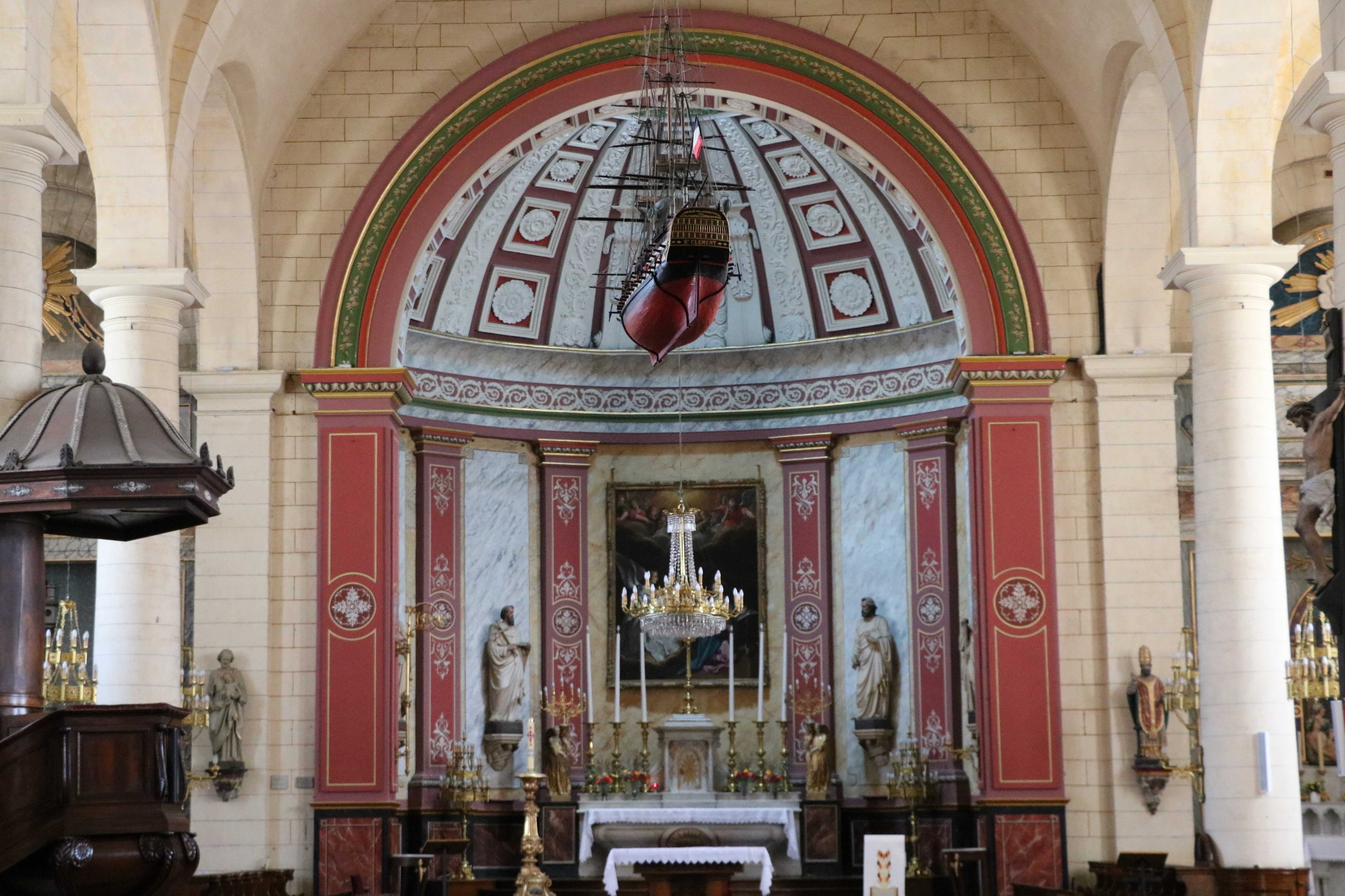
Maître-autel au style baroque.
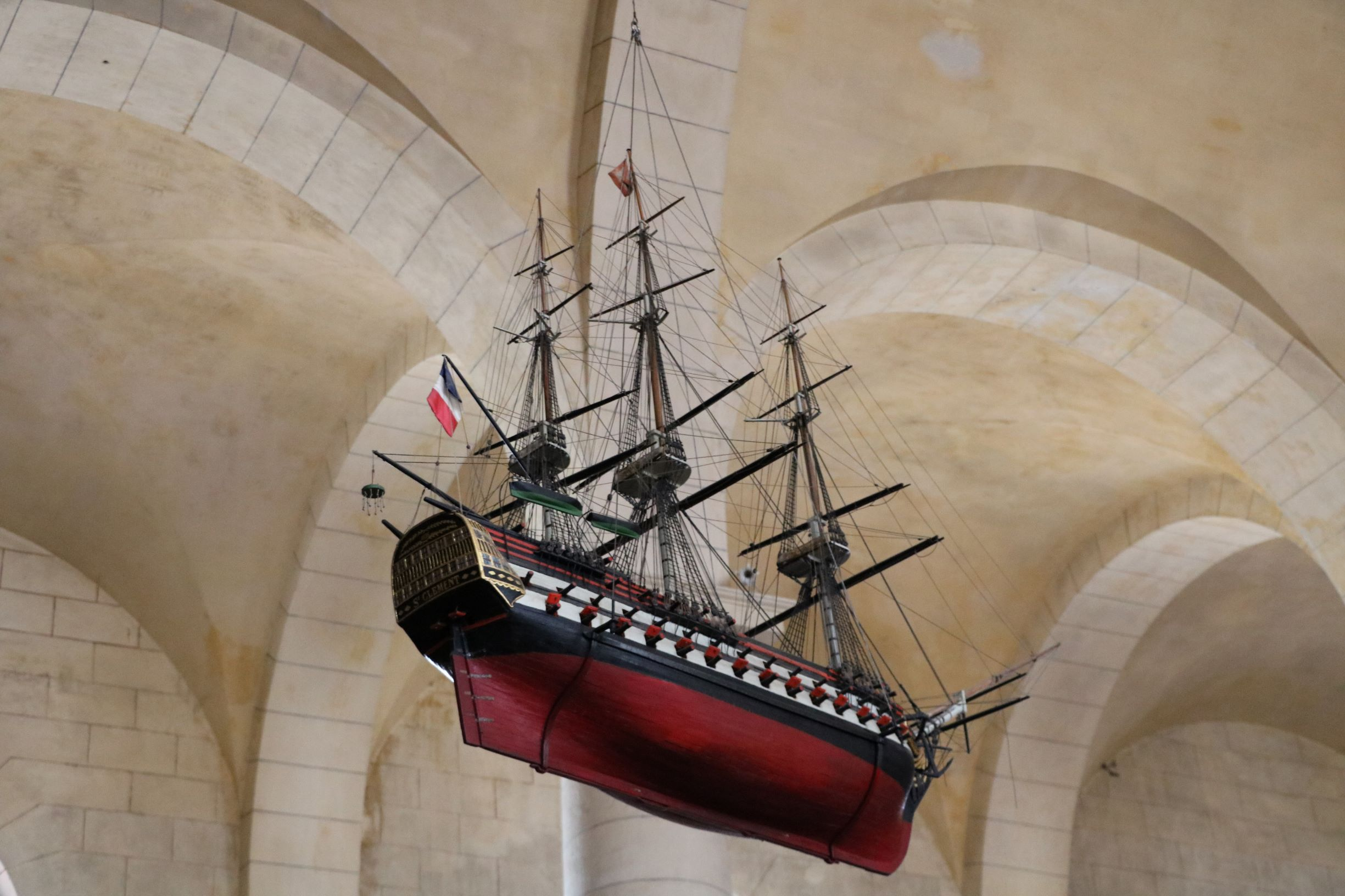
Ex-voto du Saint-Clément, navire de guerre de la fin du XVIIIe siècle.

## L'église Saint-Martin: «Un phare dans la ville»
Port situé sur la Gironde en aval de Bordeaux, Pauillac a connu une activité maritime très intense au cours des siècles passés. En 1845, les pilotes et lamaneurs de la ville demandèrent que le clocher de l'église soit peint en blanc pour faciliter le mouillage des bateaux au large dans l'estuaire.

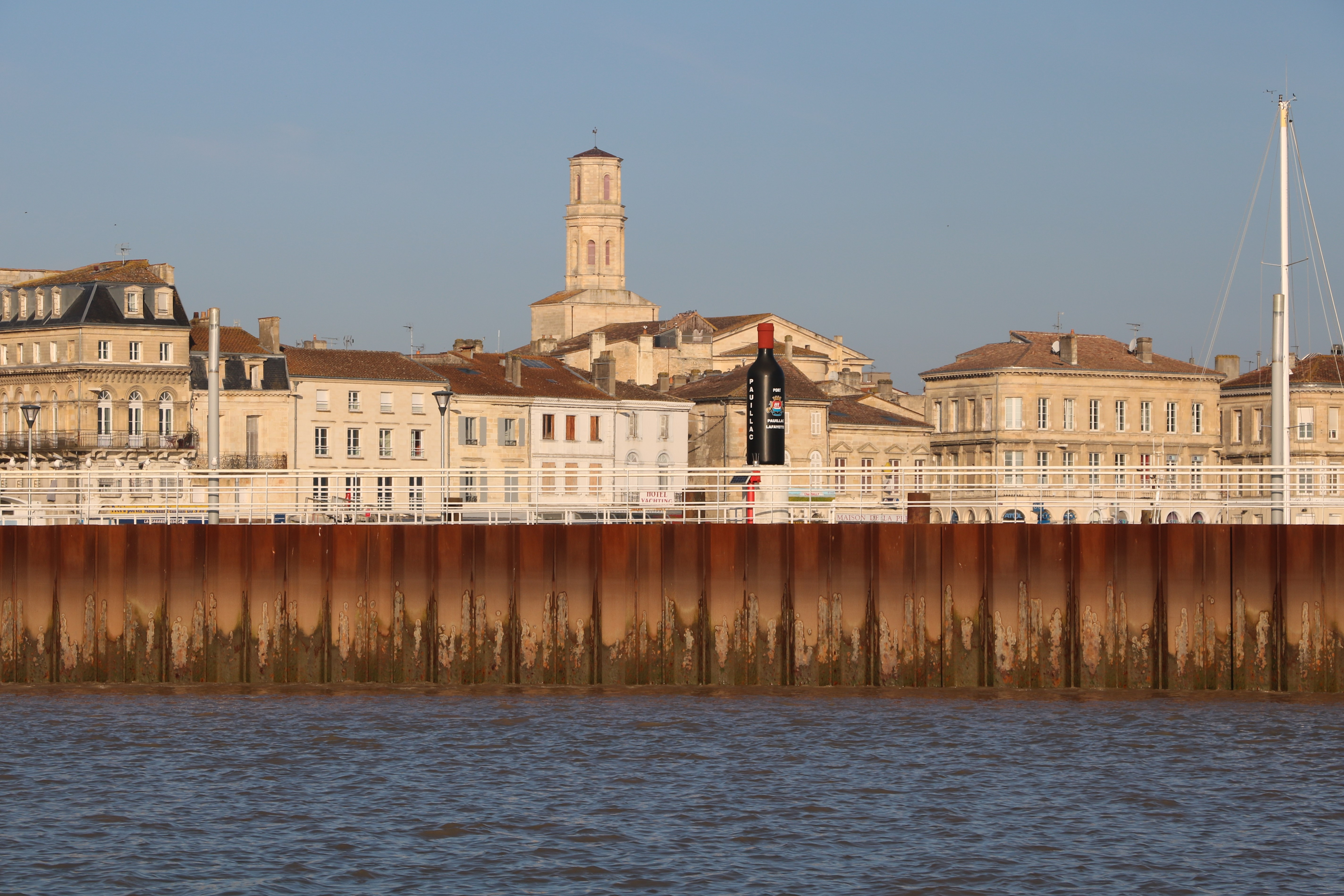
Vue depuis le port de plaisance La Fayette.
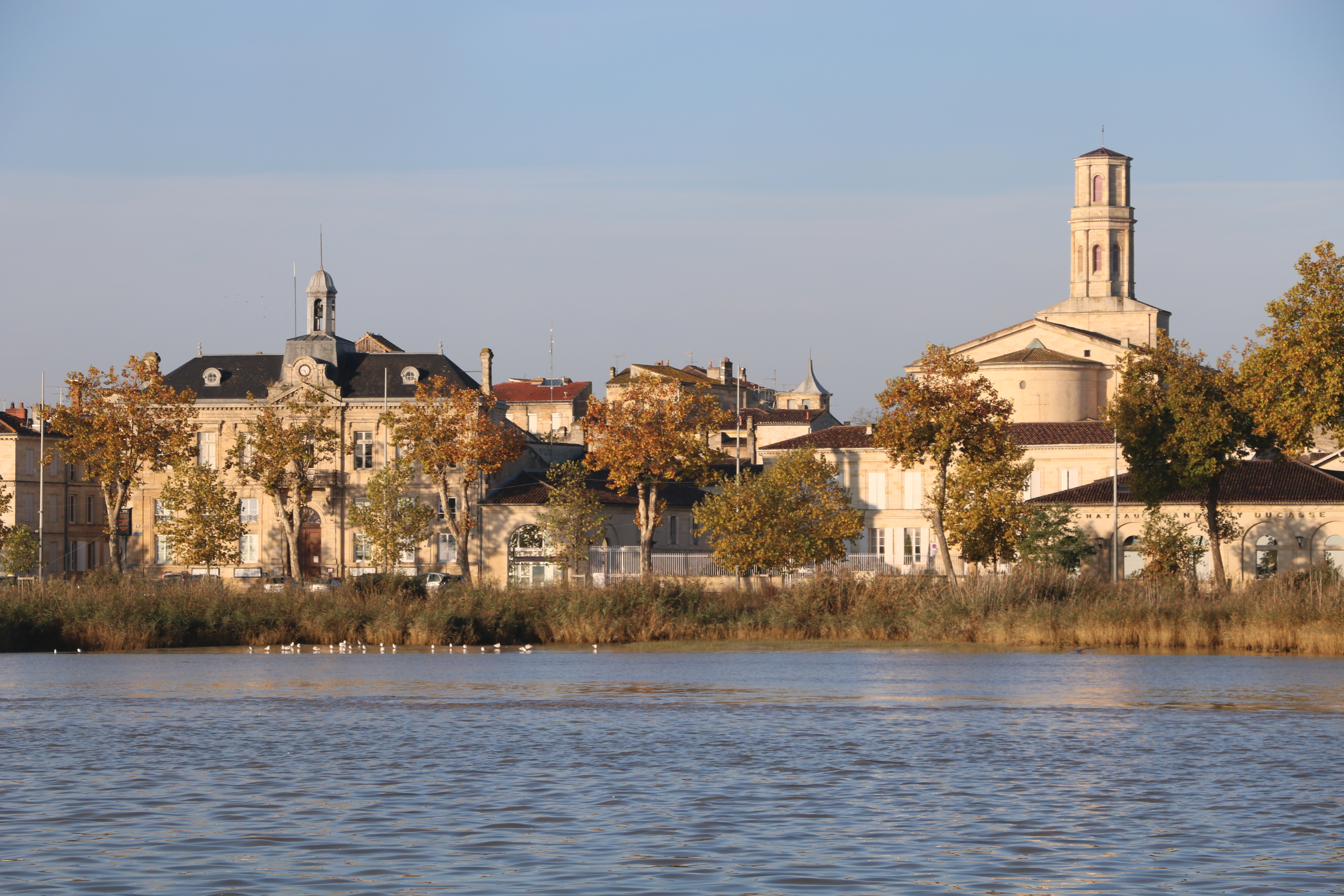
Vue depuis l'estuaire de la Gironde.
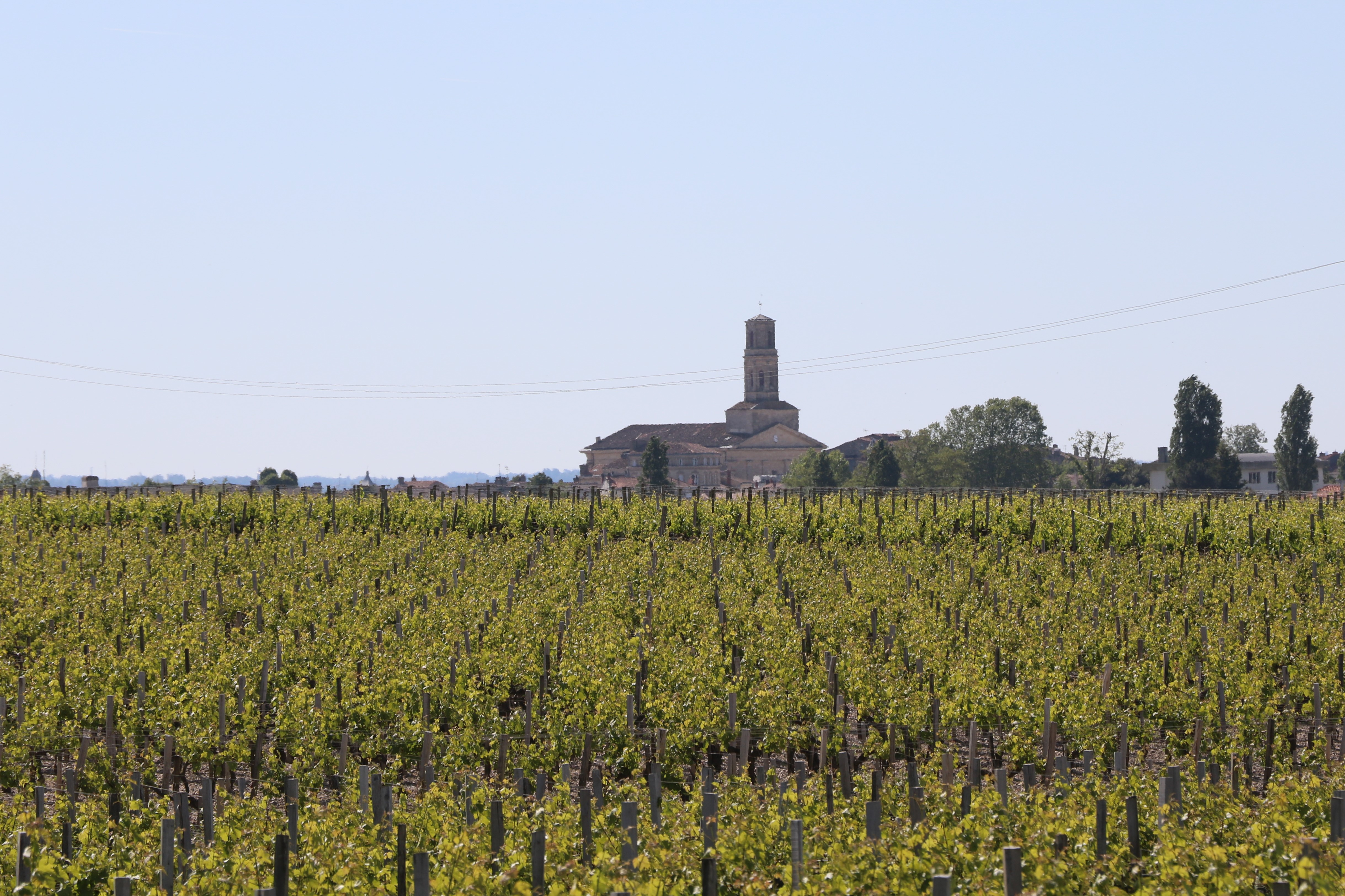
Vue depuis le vignoble de Pauillac.
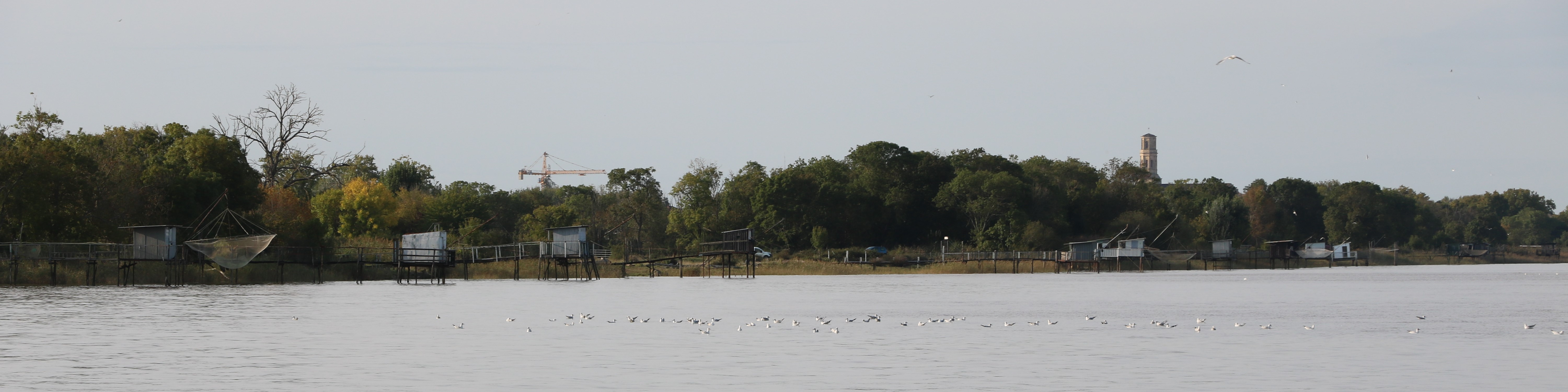
Carrelets sur l'estuaire de la Gironde avec l'église Saint-Martin en arrière-plan.